# Linea principale Hōhi

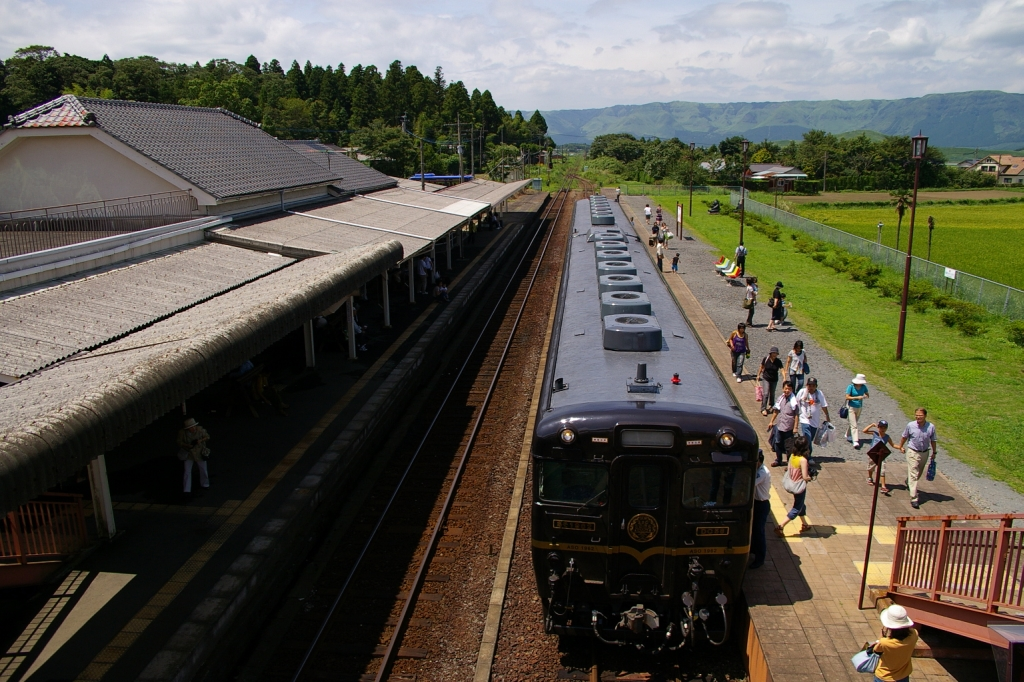
Treno alla stazione di Aso

La linea principale Hōhi (豊肥本線?, Hōhi-honsen) è una delle principali ferrovie dell'isola del Kyūshū, in Giappone, gestita dalla JR Kyushu, e collega la stazione di Kumamoto, nella città omonima con la città di Ōita, attraversando orizzontalmente la parte centro-settentrionale dell'isola, e in particolare l'altopiano del monte Aso, da cui deriva il suo secondo nome, linea dell'Altopiano di Aso (阿蘇高原線?, Aso-kōgen-sen).

## Caratteristiche
- Operatori: JR Kyushu
- Lunghezza: 148,0 km
- Scartamento: 1067 mm
- Stazioni: 37
- Numero di binari: tutta la linea è a binario singolo
- Elettrificazione: 20 kV CA da Kumamoto a Higo Ōzu
- Segnalamento ferroviario: automatico
- Velocità massima: 95 km/h

## Servizi
La linea è maggiormente trafficata nelle aree di Kumamoto e di Ōita, mentre la parte interna è percorsa da pochi treni locali, treni a lunga percorrenza e turistici. A causa di un'alluvione, una breve porzione di linea è stata danneggiata, ed è prevista la riapertura ad agosto 2013.
È disponibile inoltre un servizio rapido suburbano fra Higo Ōzu e Kumamoto, utilizzante la sezione elettrificata della linea.

### Espressi limitati
Sulla linea sono presenti alcuni tipi di treni a lunga percorrenza classificati come espresso limitato e a tariffa speciale:
- Trans-Kyūshū: al momento interrotto in attesa del ripristino della linea
- ASO BOY: da Hakata a Miyaji, treno turistico

## Stazioni
•: Stops, |: Passes through
| Stazione         | Giapponese | Distanza | Rapido Hōhi Liner | Collegamenti                                      | Posizione           | Posizione |
| ---------------- | ---------- | -------- | ----------------- | ------------------------------------------------- | ------------------- | --------- |
| Kumamoto         | 熊本       | 0.0      | •                 | Linea principale Kagoshima Kyūshū Shinkansen Tram | Nishi-ku Kumamoto   | Kumamoto  |
| Heisei           | 平成       | 2.7      | \|                |                                                   | Chūō-ku Kumamoto    | Kumamoto  |
| Minami Kumamoto  | 南熊本     | 3.6      | \|                |                                                   | Chūō-ku Kumamoto    | Kumamoto  |
| Shin Suizenji    | 新水前寺   | 5.2      | •                 | Tram                                              | Chūō-ku Kumamoto    | Kumamoto  |
| Suizenji         | 水前寺     | 5.8      | •                 |                                                   | Chūō-ku Kumamoto    | Kumamoto  |
| Tōkai Gakuen-mae | 東海学園前 | 7.8      | \|                |                                                   | Higashi-ku Kumamoto | Kumamoto  |
| Tatsutaguchi     | 竜田口     | 8.9      | \|                |                                                   | Kita-ku Kumamoto    | Kumamoto  |
| Musashizuka      | 武蔵塚     | 12.9     | •                 |                                                   | Kita-ku Kumamoto    | Kumamoto  |
| Hikari no Mori   | 光の森     | 14.8     | •                 |                                                   | Kita-ku Kumamoto    | Kumamoto  |
| Sanrigi          | 三里木     | 15.8     | \|                |                                                   | Kikuyō              | Kumamoto  |
| Haramizu         | 原水       | 18.9     | \|                |                                                   | Kikuyō              | Kumamoto  |
| Higo Ōzu         | 肥後大津   | 22.6     | •                 |                                                   | Ōzu                 | Kumamoto  |
| Seta             | 瀬田       | 27.2     |                   |                                                   | Ōzu                 | Kumamoto  |
| Tateno           | 立野       | 32.3     |                   | Linea Minami Aso Takamori                         | Minamiaso           | Kumamoto  |
| Akamizu          | 赤水       | 40.2     |                   |                                                   | Aso                 | Kumamoto  |
| Ichinokawa       | 市ノ川     | 42.6     |                   |                                                   | Aso                 | Kumamoto  |
| Uchinomaki       | 内牧       | 46.4     |                   |                                                   | Aso                 | Kumamoto  |
| Aso              | 阿蘇       | 49.9     |                   |                                                   | Aso                 | Kumamoto  |
| Ikoi no Mura     | いこいの村 | 51.2     |                   |                                                   | Aso                 | Kumamoto  |
| Miyaji           | 宮地       | 53.4     |                   |                                                   | Aso                 | Kumamoto  |
| Namino           | 波野       | 64.1     |                   |                                                   | Aso                 | Kumamoto  |
| Takimizu         | 高水       | 69.0     |                   |                                                   | Aso                 | Kumamoto  |
| Bungo-Ōgi        | 豊後荻     | 75.2     |                   |                                                   | Taketa              | Ōita      |
| Tamarai          | 玉来       | 84.9     |                   |                                                   | Taketa              | Ōita      |
| Bungo-Taketa     | 豊後竹田   | 88.0     |                   |                                                   | Taketa              | Ōita      |
| Asaji            | 朝地       | 93.9     |                   |                                                   | Bungo-ōno           | Ōita      |
| Ogata            | 緒方       | 100.3    |                   |                                                   | Bungo-ōno           | Ōita      |
| Bungo-Kiyokawa   | 豊後清川   | 105.4    |                   |                                                   | Bungo-ōno           | Ōita      |
| Miemachi         | 三重町     | 111.9    |                   |                                                   | Bungo-ōno           | Ōita      |
| Sugao            | 菅尾       | 117.3    |                   |                                                   | Bungo-ōno           | Ōita      |
| Inukai           | 犬飼       | 125.2    |                   |                                                   | Bungo-ōno           | Ōita      |
| Takenaka         | 竹中       | 130.8    |                   |                                                   | Ōita                | Ōita      |
| Nakahanda        | 中判田     | 136.3    |                   |                                                   | Ōita                | Ōita      |
| Ōita-Daigaku-mae | 大分大学前 | 138.8    |                   |                                                   | Ōita                | Ōita      |
| Shikido          | 敷戸       | 140.2    |                   |                                                   | Ōita                | Ōita      |
| Takio            | 滝尾       | 142.9    |                   |                                                   | Ōita                | Ōita      |
| Ōita             | 大分       | 148.0    |                   | Linea principale Nippō Linea principale Kyūdai    | Ōita                | Ōita      |

## Materiale rotabile
Elettrotreni
- Serie 415
- Serie 815
- Serie 817

Treni a trazione termica
- KiHa 40
- KiHa 200
- KiHa 125
- KiHa 185
- KiHa 183